# 오무트닌스크

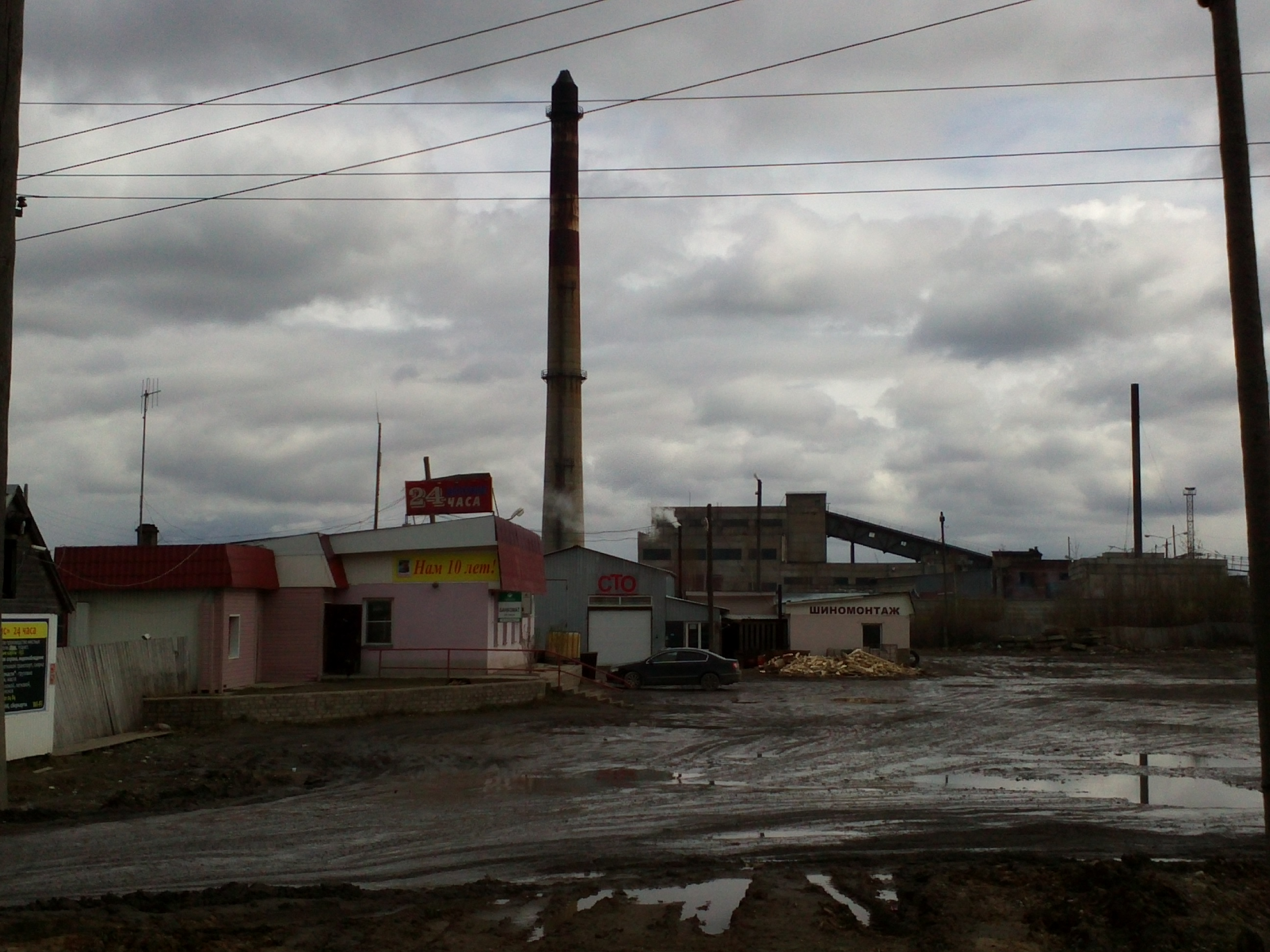
오무트닌스크

오무트닌스크(러시아어: Омутнинск)는 러시아 키로프주에 위치한 도시로 인구는 23,615명(2010년 기준)이다. 1773년에 처음 등장했으며 1921년에 도시 지위를 부여받았다.